# Jobinia longicoronata
Jobinia longicoronata är en oleanderväxtart som beskrevs av Goes och Fontella. Jobinia longicoronata ingår i släktet Jobinia och familjen oleanderväxter. Inga underarter finns listade i Catalogue of Life.